# Feuerwehr Halle (Saale)

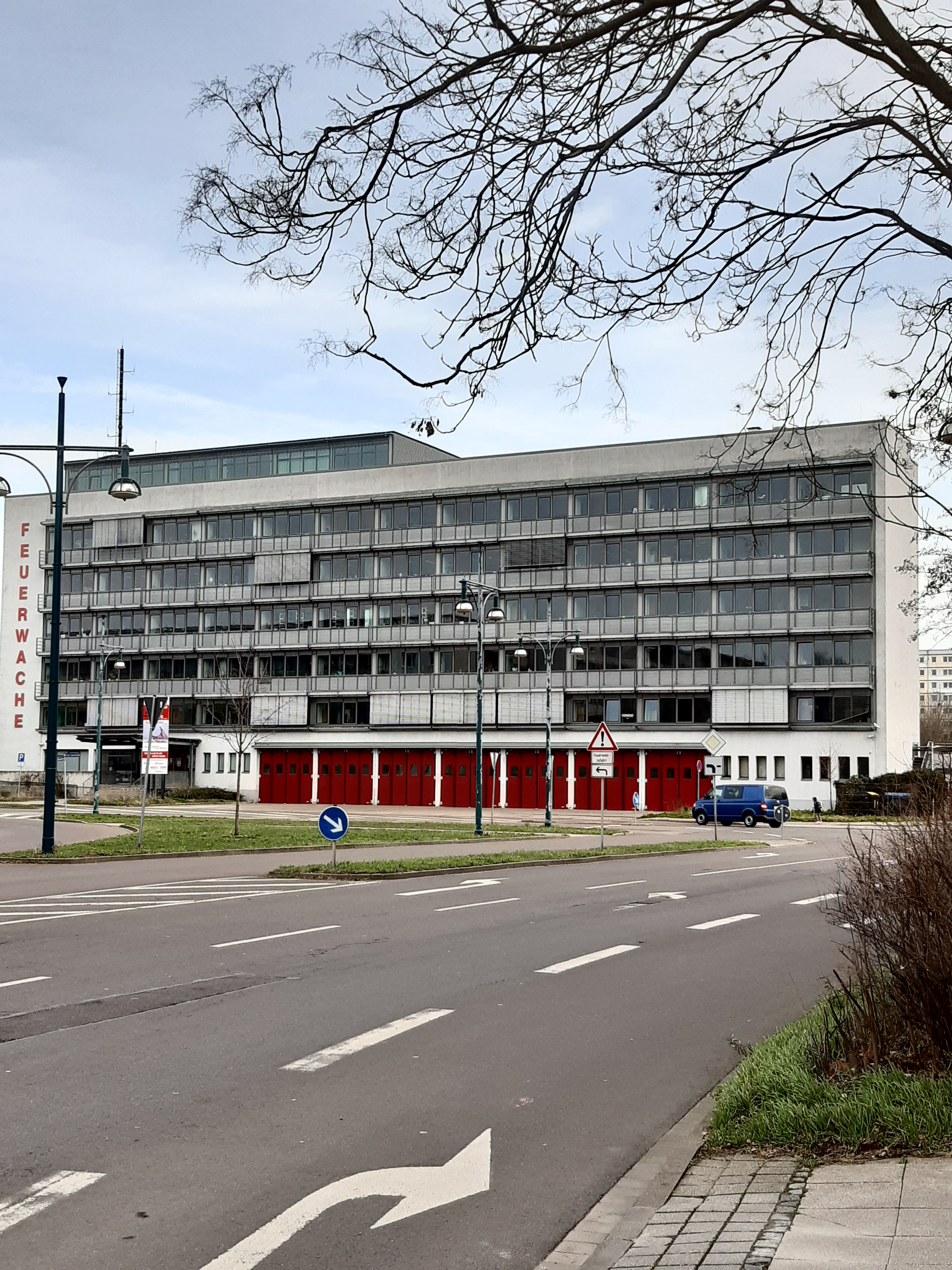
Hauptwache

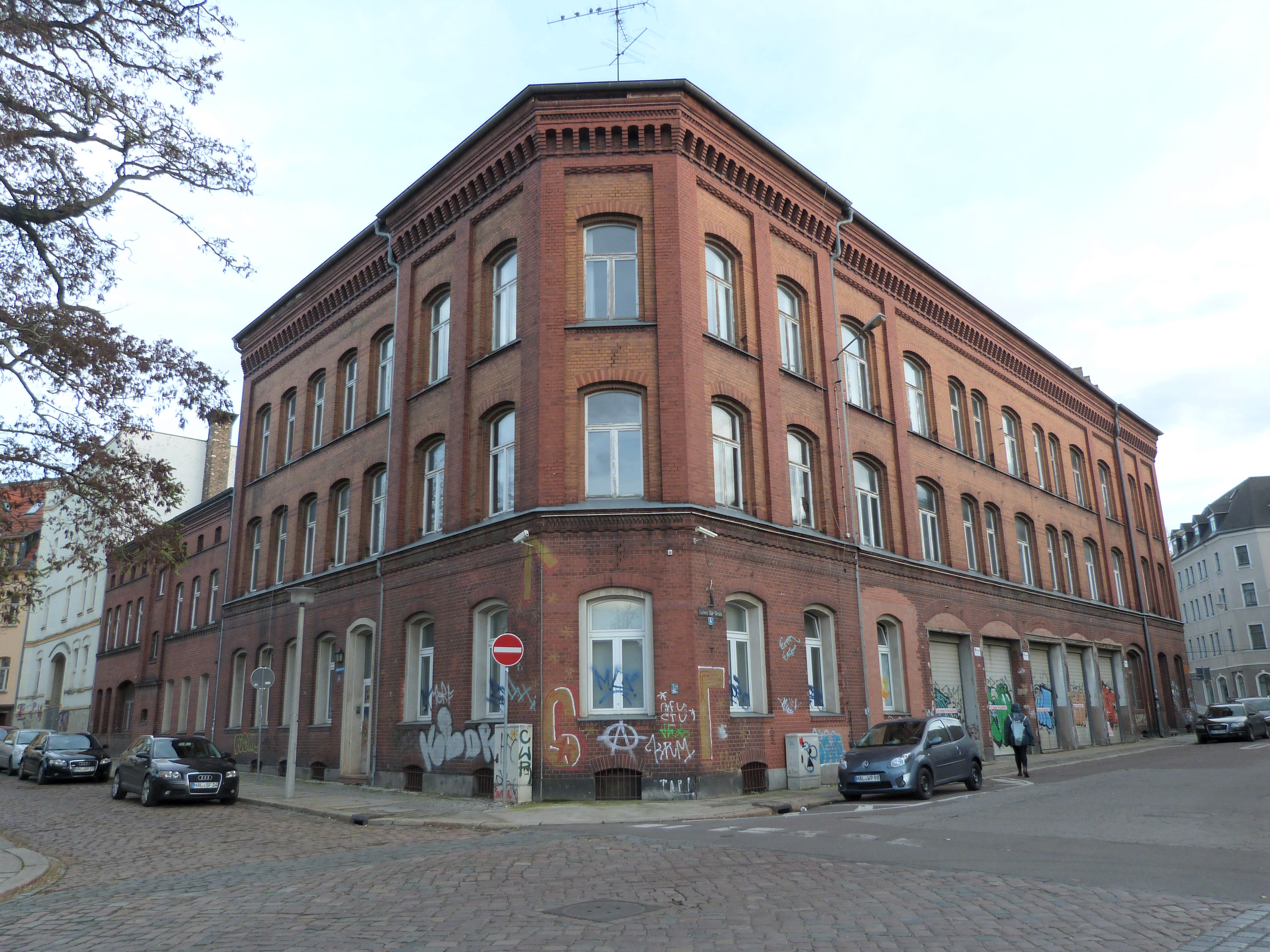
Erste Feuerwache der Berufsfeuerwehr in der damaligen Margarethenstraße, bezogen im Juli 1892

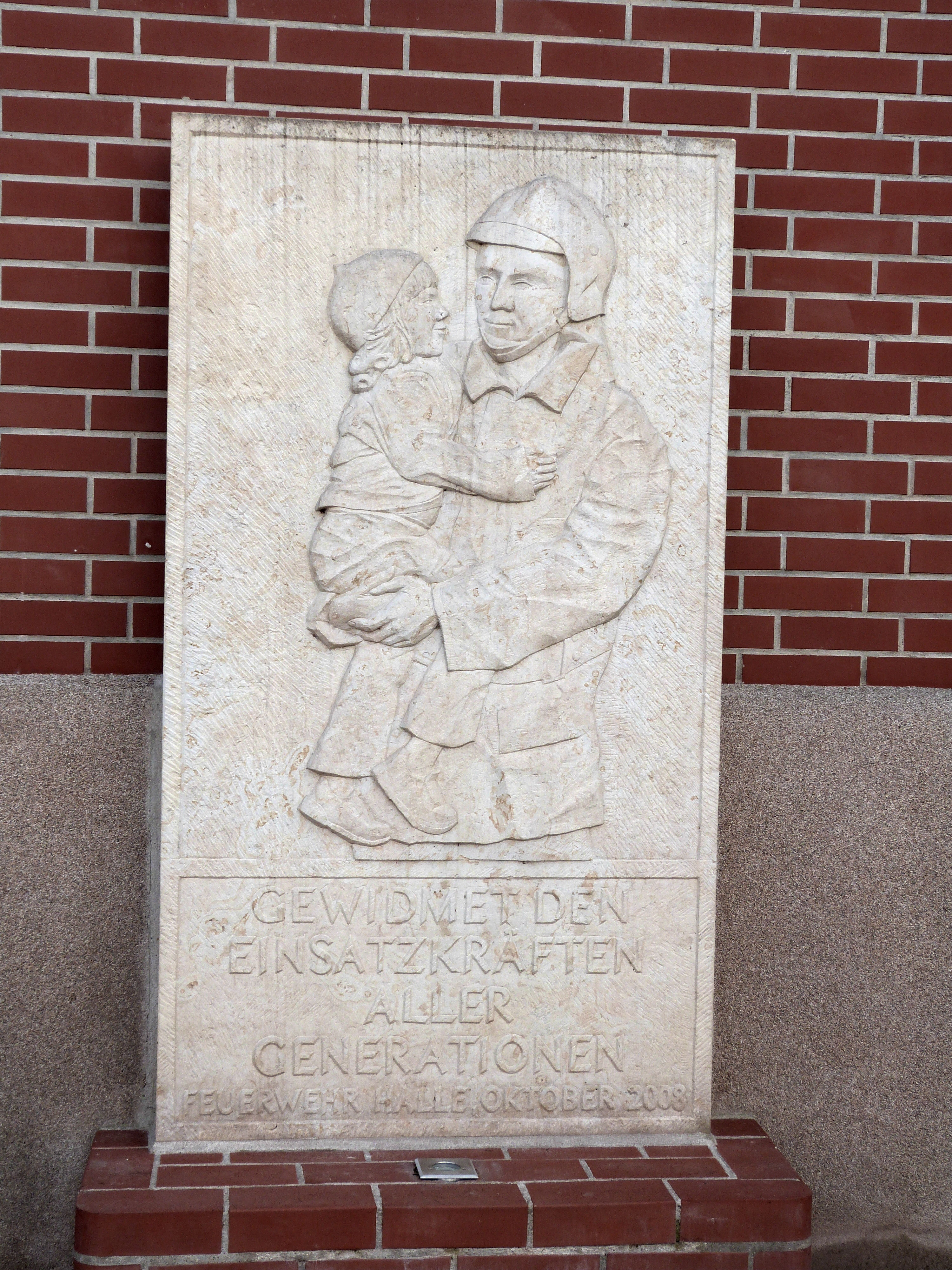
Gedenkstein an der Südwache

Die Feuerwehr Halle (Saale) ist dem Amt 37.6 (Abteilung Brand-, Katastrophenschutz und Rettungsdienst) der Stadt Halle (Saale), Sachsen-Anhalt, zugeordnet. Sie wurde im Jahr 1868 gegründet und umfasst die Fachbereiche der Feuerwehr, des Zivil- und Katastrophenschutzes und des Rettungsdienstes.

## Geschichte
Das aufkommende Zunftwesen verpflichtete zunächst Handwerker zum Löschdienst. Die Halloren erwarben sich dabei durch ihr Engagement, aber auch durch die Nutzung von Neuerungen wie salzhaltige Sole als Löschmittel, hohe Verdienste. Zur damaligen Zeit wurden im Stadtgebiet präventiv zahlreiche mit Sole gefüllte Löschfässer aufgestellt.
Die erste Feuerordnung der Stadt Halle wurde im Jahr 1658 niedergelegt und veröffentlicht. In den folgenden Jahrhunderten wurde diese immer wieder aktualisiert und an die jeweiligen Gegebenheiten angepasst. Anfang des 18. Jahrhunderts wird dort beispielsweise beschrieben, wie Rauchfänge und Feuermauern beschaffen sein müssen und „Hauswirte bei denen ein Feuer auskommt werden hart bestraft, wenn sie nicht gleich Lärm machen und öffentlich um Hilfe rufen.“ Ebenfalls regelte die Feuerordnung, dass Maurer- und Zimmermeister sich mit ihren Gesellen und Werkzeugen im Brandfall schleunigst an die Brandstelle zur Brandbekämpfung zu begeben hatten. Sie schrieb zudem vor, dass acht Tage vor Weihnachten, Ostern, Johannie und Michaelis durch zwei Stadtverordnete sowie den Stadtsecretarius mit Maurer, Zimmermann und Schornsteinfeger eine Begutachtung aller Feuerstätten der Stadt Halle zu erfolgen hatte, um Mängel zu erkennen und diese abstellen zu lassen.
Die Gründung der ersten Freiwilligen Feuerwehr in Halle an der Saale war am 28. September 1868. Aufgrund seiner Bemühungen zur Gründung der Freiwilligen Feuerwehr wurde der Turner, Politiker und Wissenschaftler Otto Ule zum ersten Feuerwehrchef der Stadt Halle. Bei der gegründeten Feuerwehr handelte es sich um eine Turnerfeuerwehr.
Anders als in vielen anderen Orten konnte die Freiwillige Feuerwehr in Halle von Anbeginn an auf eine schnelle Löschwasserversorgung aus Hydranten bauen, da im Gründungsjahr der Freiwilligen Feuerwehr auch das städtische Wasserwerk in Betrieb genommen wurde. Bedingt durch die schnelle Industrialisierung breitete sich die Stadt Halle schnell aus, was die Freiwillige Feuerwehr gegen Ende der 1880er Jahre an ihre Leistungsgrenze brachte. So wurde vom Magistrat der Stadt der Beschluss gefasst, eine ständige kasernierte Berufsfeuerwehr zu gründen. Die Gründung dieser Berufsfeuerwehr erfolgte am 1. April 1889 mit einer Mannschaft aus sieben Oberfeuerwehrmännern und sechs Feuerwehrmännern. Trotz der Berufsfeuerwehr blieb eine Freiwillige Feuerwehr weiterhin bestehen. Die erste Unterkunft der Berufsfeuerwehr befand sich im ehemaligen Marstall des alten Rathauses. In der Anfangsphase besaß die Berufsfeuerwehr noch keine eigenen Zugpferde für die Feuerspritzen. Tagsüber lieh man sich Pferde bei den auf dem Markt stehenden Droschken aus und auch nachts mussten die Droschkenkutscher ihre Pferde zur Verfügung stellen. Dies änderte sich erst, als mit der Pferdestraßenbahn ein Vertrag geschlossen wurde. Die Pferdestraßenbahn verpflichtet sich, für die Feuerwehr Zugpferde anzuschaffen.
Zu den Neuerungen, die eine zeitige Brandbekämpfung ermöglichten, gehörte die Feuertelegraphenanlage. Dadurch war es nun möglich, präzise den Ort des Brandes zu ermitteln und viele Feuer noch in deren Entstehung zu bekämpfen. Dadurch wurden große Brände von mehreren Häusern immer seltener. Durch die Feuertelegraphenanlage wurde in der Stadt auch die sogenannte laute Alarmierung abgeschafft. Die letzte Benutzung der Feuerglocke war am 27. Januar 1899 beim Großbrand in der Fabrik Lindner in der Großen Steinstraße.
Schon in den frühen 1890er Jahren zeigte sich, dass das Feuerwehrhaus am Markt für die Erfordernisse der Berufsfeuerwehr nicht mehr ausreichte. So wurde mit einem Kostenaufwand von ca. 170.000 Mark eine neue Feuerwache in der Margarethenstraße, heute Ludwig-Stur-Straße, errichtet. Neben den Räumen für die Berufsfeuerwehr umfasste die Feuerwache auch Räume für ein Polizeirevier und Wohnungen für Feuerwehroffiziere. Die neue Wache wurde von der Berufsfeuerwehr am 16. Juli 1892 bezogen. Neben dieser Wache gab es noch die beiden Feuerwehrhäuser der Freiwilligen Feuerwehr, zum einen in der Blücherstraße, heute Kurt-Eisner-Straße, und zum anderen in der Glauchaer Straße beim Wasserwerk.
Ab dem Jahr 1901 erweiterte sich das Aufgabengebiet der Berufsfeuerwehr um das Krankentransportwesen, da von der Stadt ein pferdebespannter Krankentransportwagen beschafft wurde. Da die Stadt Halle immer weiter expandierte, reichte die Feuerwache in der Margarethenstraße bald nicht mehr aus, um schnell an jeden Punkt der Stadt zu gelangen. So begann man mit der Planung von zwei weiteren Feuerwachen, eine im Norden der Stadt und eine im Süden. Durch mehrere Großfeuer wurde die Notwendigkeit der neuen Feuerwachen immer offensichtlicher und man beschleunigte die Planung, um schnell mit dem Bau der Feuerwachen beginnen zu können. Es konnte am 28. Oktober 1908 die Feuerwache Süd in der Liebenauer Straße 123 bezogen werden. Die Feuerwache Süd zählte damals zu den modernsten ihrer Art in Europa und ist heute ein denkmalgeschütztes Gebäude.

## Berufsfeuerwehr
Die Berufsfeuerwehr von Halle (Saale) verfügt über drei Feuerwachen: die Hauptwache, die Südwache sowie die Feuerwache Büschdorf. Der symbolische Spatenstich für die Feuerwache Büschdorf an der Kreuzung Delitzscher Straße und Europachaussee erfolgte am 17. Mai 2021, die offizielle Übergabe der Wache, in die auch der Rettungsdienst und die Freiwillige Feuerwehr Büschdorf einzogen, erfolgte am 19. Juli 2023. Die Wache hat eine Nutzfläche von etwa 1800 Quadratmetern und Stellplätze für 9 Einsatzfahrzeuge. Die Kosten für den Neubau lagen bei etwa 11,8 Mio. Euro. Insgesamt verfügt die Stadt Halle über 157 Berufsfeuerwehrleute an allen drei Standorten, mit jeweils 3 Wachabteilungen.
Fahrzeuge:
Hauptwache: drei Kommandowagen, zwei Einsatzleitwagen Typ 1 und 2, drei Kräder (Motorrad), sechs Personenkraftwagen, ein Werkstattfahrzeug, ein Mannschaftstransportfahrzeug, eine Drehleiter, drei Hilfeleistungslöschgruppenfahrzeuge (eins nur für Ausbildungen), ein Gerätewagen-Logistik, ein Gerätewagen-Öl/Tierrettung, ein Teleskoplader, ein Gerätewagen-Eis-Wasser-Höhenrettung, zwei Wechselladerfahrzeuge mit Kran, ein Wechselladerfahrzeug als Reserve, ein Rettungsboot und ein Mehrzweckboot, ein Leitendes Notarzteinsatzfahrzeug, drei Rettungswagen (zwei Reserve), einen Bahn-Notfall-Krankentransportwagen und zwei Sondertransportwagen (einer Reserve).
Südwache:
Ein Kommandowagen, zwei Personenkraftwagen, ein Mannschaftstransportfahrzeug, eine Drehleiter, zwei Hilfeleistungslöschgruppenfahrzeuge (eins Reserve), ein Gerätewagen-Logistik, ein Wechselladerfahrzeug, ein Gerätewagen-Messtechnik, ein Rettungsboot, zwei Notarzteinsatzfahrzeuge (eins Reserve), ein Reserve-Rettungswagen, ein Bahn-Notfall-Krankentransportwagen, ein Intensivtransportwagen.
Ostwache (Büschdorf):
Ein Personenkraftwagen, eine Drehleiter, ein Hilfeleistungslöschgruppenfahrzeug, ein Rettungswagen.

## Freiwillige Feuerwehr
Die Freiwillige Feuerwehr (FF) der Stadt Halle (Saale) besteht aus den 11 Freiwilligen Feuerwehren Ammendorf, Büschdorf, Diemitz, Dölau, Kanena, Lettin, Neustadt, Nietleben, Passendorf, Reideburg und Trotha. Im Jahr 2012 wurde der Zustand der Gebäude stark kritisiert, Mängel aufgelistet und der Neubau etlicher Feuerwehrhäuser vorgeschlagen. Erfolgt ist dieser bis Februar 2021 in Trotha und Dölau, angekündigt für Büschdorf und Lettin, angedeutet für Nietleben. Die Freiwillige Feuerwehr Tornau wurde im Jahr 2014 außer Dienst gestellt. In der Folge gab es Kritik an den Anfahrtswegen. Auch die Zusammenlegung von Feuerwehren im Westen der Stadt wurde diskutiert.

### Ammendorf

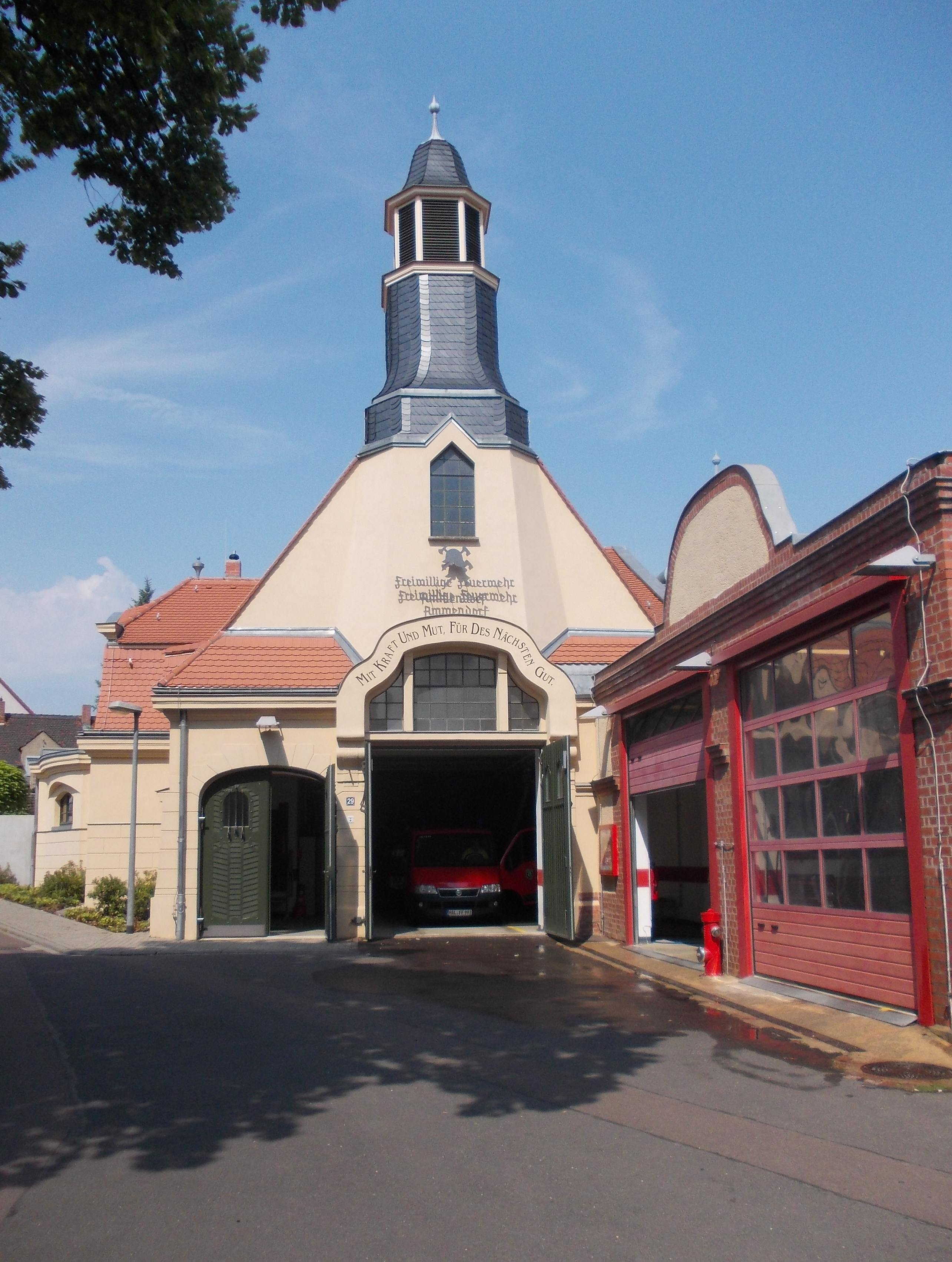
Feuerwehrhaus der FF Ammendorf

Die Freiwillige Feuerwehr Ammendorf wurde am 20. September 1899 gegründet. Seit der Eingemeindung des Ortes im Jahr 1950 gehört die Freiwillige Feuerwehr Ammendorf mit zur Freiwilligen Feuerwehr Halle (Saale). Der Fuhrpark umfasst ein Tanklöschfahrzeug 3000, ein Hilfeleistungslöschgruppenfahrzeug, ein Mannschaftstransportfahrzeug und eine Drehleiter mit Korb 23/12, sowie ein Rettungsboot. Im Dezember 2022 erhielt die Freiwillige Feuerwehr Ammendorf ein Hilfeleistungslöschgruppenfahrzeug 20 (HLF 20). Den Freiwilligen Feuerwehren Ammendorf, Büschdorf, Lettin und Nietleben wurde die Sonderaufgabe Massenanfall von Verletzten (MANV) übertragen.

### Büschdorf
Am 6. November 1912 wurde die Freiwillige Feuerwehr Büschdorf gegründet. Genauso wie die Freiwillige Feuerwehr Ammendorf ist die Freiwillige Feuerwehr Büschdorf seit 1950 Teil der Freiwilligen Feuerwehr Halle (Saale). Ihr Standort befand sich bis Juli 2023 in der Delitzscher Str. 143, bis sie am 19. Juli 2023 in die neue Feuerwache Büschdorf an der Kreuzung Delitzscher Straße und Europachaussee umzog. Den Freiwilligen Feuerwehren Ammendorf, Büschdorf, Lettin und Nietleben wurde die Sonderaufgabe Massenanfall von Verletzten (MANV) übertragen. Dafür ist bei der Freiwilligen Feuerwehr Lettin ein Abrollbehälter MANV mit einem Behandlungsplatz 50 stationiert. Im Dezember 2022 erhielt die Freiwillige Feuerwehr Büschdorf, zusätzlich zum bereits vorhandenen Einsatzleitwagen 1, dem Löschgruppenfahrzeug 8/6 und dem Rettungsboot. ein Hilfeleistungslöschgruppenfahrzeug 20 (HLF 20) sowie ein Mannschaftstransportfahrzeug (MTF). Der FF Büschdorf ist seit April 2015 die Motorradstaffel Sachsen-Anhalt angegliedert.

### Diemitz

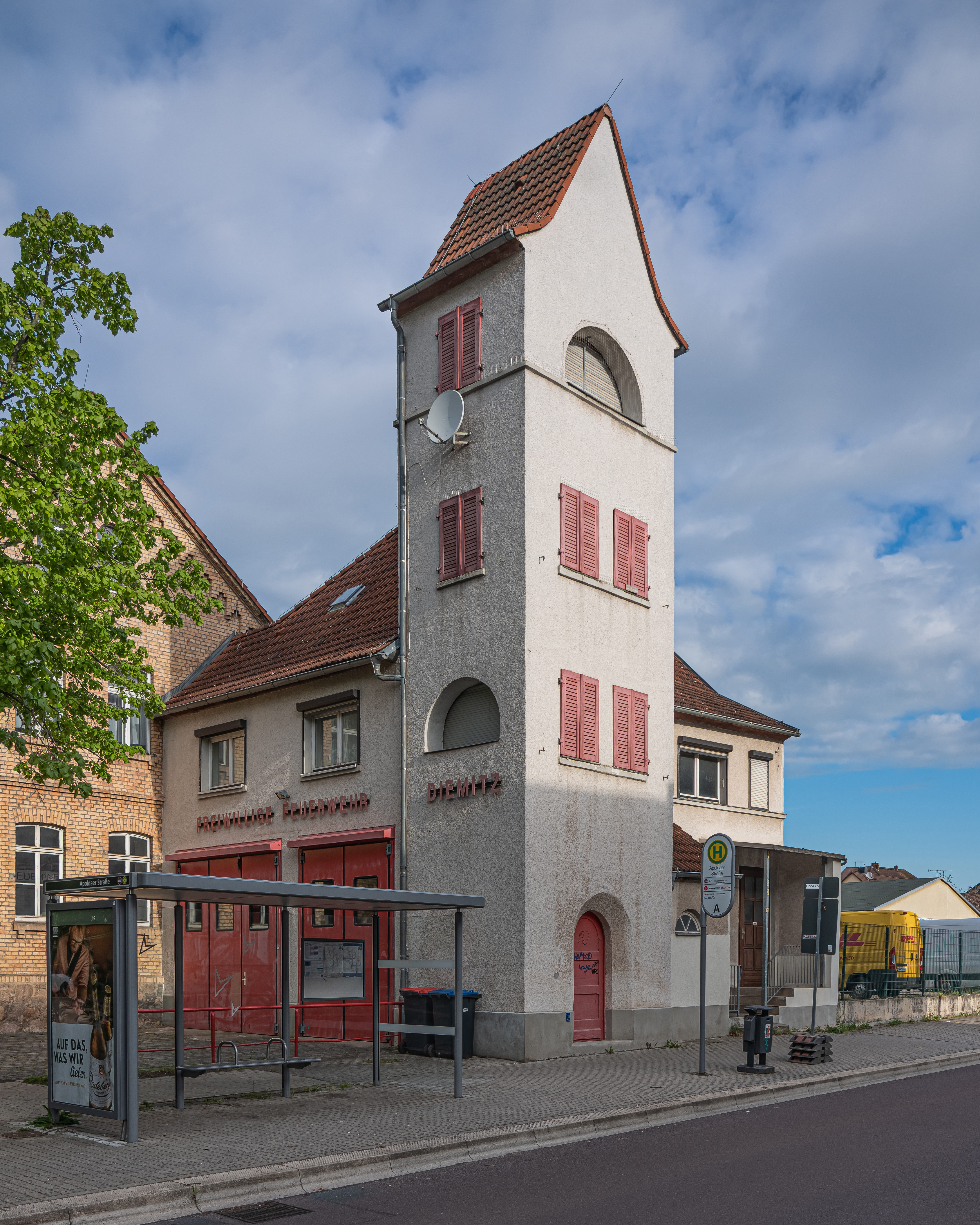
Feuerwehrhaus der FF Diemitz

Die Gründung der Freiwilligen Feuerwehr Diemitz war am 7. Oktober 1906. Anfangs war man auf Handdruckspritzen und Pferde angewiesen, die erste Drehleiter erhielt die Feuerwehr im Jahr 1924. Auch die Gemeinde Diemitz wurde 1950 von der Stadt Halle (Saale) eingemeindet wurden, damit ist auch die Freiwillige Feuerwehr Diemitz seit dem Jahr 1950 Teil der Freiwilligen Feuerwehr Halle (Saale). Zu den Einsatzmitteln gehören unter anderem ein Schlauchtransportanhänger und ein Feldküchenanhänger. Im März 2017 kam ein Hilfeleistungslöschgruppenfahrzeuge 10 (Iveco Magirus) dazu. 2020 erhielt die Feuerwehr außerdem ein Mannschaftstransportfahrzeug. Im Dezember 2024 erhielt die Freiwillige Feuerwehr Diemitz einen neuen CBRN-Erkundungswagen (CBRN ErkW) ein weiterer steht in Reserve. 2024 erhielt die Feuerwehr ein Löschgruppenfahrzeug für den Katastrophenschutz. Für das Jahr 2023 wurde eine Machbarkeitsstudie zugesagt, die die Bereitstellung der auf 5,9 Millionen Euro geschätzten Kosten für Teilabriss und Neubau des Feuerwehrhauses ab dem Jahr 2024 ermöglichen soll.

### Dölau
Die Freiwillige Feuerwehr Dölau erhielt im Jahr 2020 ein neues Feuerwehrhaus für 2,6 Millionen Euro, nachdem das bisherige bereits seit 2010 als marode galt und im Juli 2018 für den Neubau abgerissen wurde. Die Fahrzeuge der Freiwilligen Feuerwehr Dölau umfassen ein TLF 4000 und ein MTF. Zudem erhielt sie 2020 ein acht Jahre altes Gimaex-Schmitz-Feuerwehr-Fahrzeug, ein Hilfeleistungslöschgruppenfahrzeug 20/16 (HLF20/16) der Berufsfeuerwehr Halle.

### Kanena
Die Freiwillige Feuerwehr Kanena wurde erst am 5. Oktober 1933 gegründet. Auch Kanena wurde im Jahr 1950 von der Stadt Halle (Saale) eingemeindet. Somit gehört auch die Freiwillige Feuerwehr Kanena seit dem zur Freiwilligen Feuerwehr Halle (Saale). Bei Einsätzen kann die Freiwillige Feuerwehr Kanena auf ein Hilfeleistungslöschgruppenfahrzeug 20 (HLF 20) und ein Mannschaftstransportfahrzeug (MTF) zurückgreifen. 2022 stellte die Freiwillige Feuerwehr Halle-Kanena außerdem ein Tanklöschfahrzeug-Vegetationsbrandbekämpfung (TLF-VBBK) in Dienst.

### Lettin
Den Freiwilligen Feuerwehren Ammendorf, Büschdorf, Lettin und Nietleben wurde die Sonderaufgabe Massenanfall von Verletzten (MANV) übertragen. Dafür ist bei der Freiwilligen Feuerwehr Lettin ein Abrollbehälter MANV mit einem Behandlungsplatz 50 stationiert. Die Feuerwehr besteht seit dem Jahr 1903. Nach Sturmschäden am Feuerwehrhaus im Juli 2015 beschloss man eine Sanierung im Jahr 2017. Anfang 2021 entschied sich der Stadtrat für einen Neubau, da mit diesem die Vorgaben der Feuerwehr-Unfallkasse bezüglich der DIN 14092 – Feuerwehrhäuser erfüllt werden können und in diesem die Kinder- und Jugendfeuerwehr mit untergebracht werden kann. Dieser sollte noch im Frühjahr 2021 mit dem Abriss des bisherigen Feuerwehrhauses beginnen. Der Abriss des Feuerwehrhauses erfolgte im Frühjahr 2022. Richtfest für den 2,8 Millionen Euro teuren Neubau war im Mai 2023, die Inbetriebnahme ist für Juni 2024 geplant. Die Wehr besitzt ein Mannschaftstransportfahrzeug (MTF) und ein Hilfeleistungslöschgruppenfahrzeug 20 (HLF20) sowie einen Gerätewagen Logistik (GW-L2).

### Neustadt

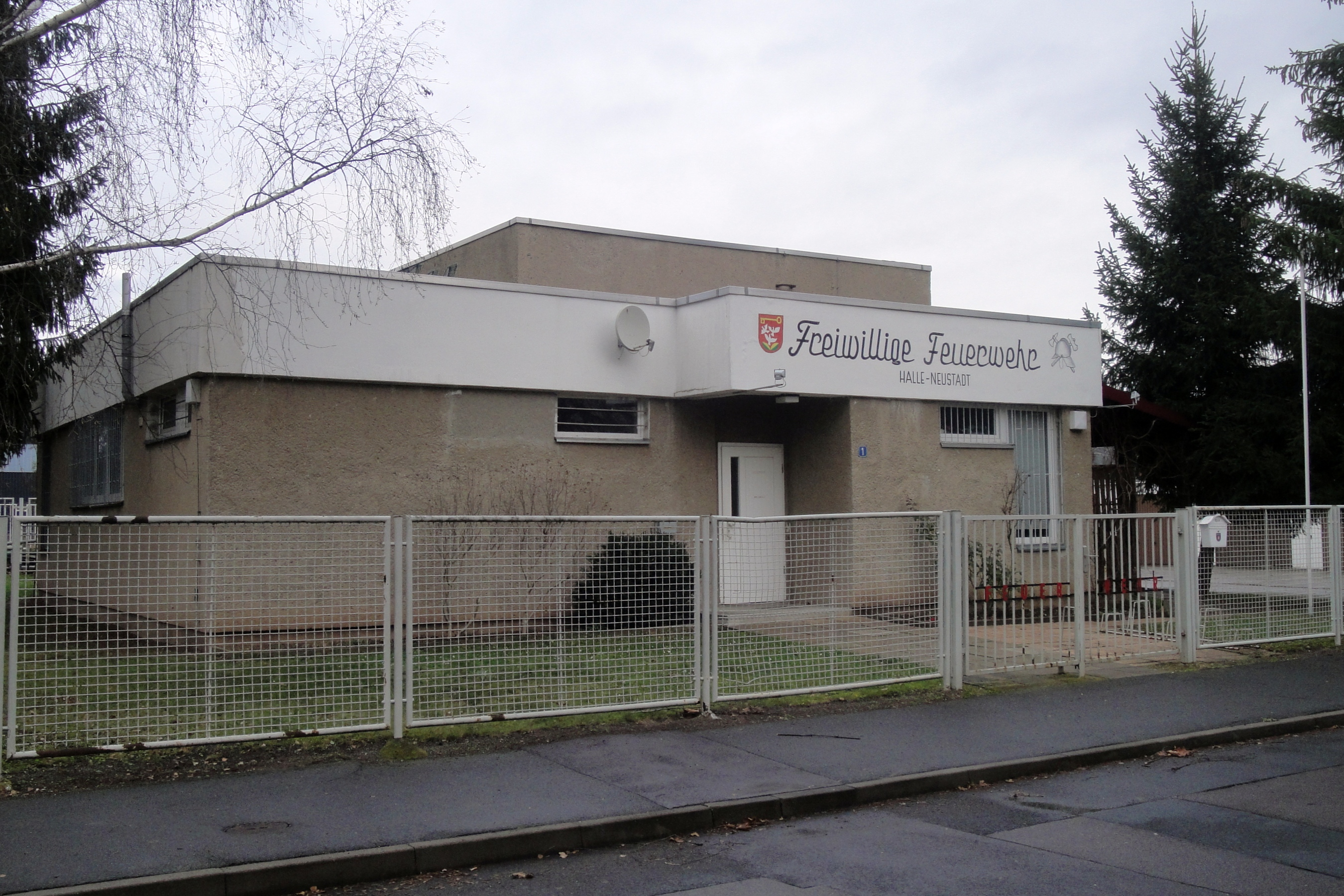
Feuerwehrhaus der FF Halle-Neustadt

Die Freiwillige Feuerwehr Halle-Neustadt wurde am 16. Mai 1973 als Betriebsfeuerwehr des volkseigenen Betriebes Kommunale Gebäudewirtschaft gegründet. Sie ist damit die jüngste Freiwillige Feuerwehr der Stadt Halle (Saale). Erst im Jahr 1979 wurde die Betriebsfeuerwehr als öffentliche Feuerwehr anerkannt und erhielt den Namen Freiwillige Feuerwehr Halle-Neustadt. Jedoch gab es schon eine Freiwillige Feuerwehr Halle-Neustadt, die ehemalige Freiwillige Feuerwehr Passendorf. Daher beschloss man die Passendorfer als Kommandostelle I und die ehemalige Betriebsfeuerwehr als Kommandostelle II zu bezeichnen. Beide Freiwilligen Feuerwehren waren aber noch unabhängig voneinander. Dies änderte sich 1988 als beide Kommandostellen unter eine gemeinsame Führung gestellt wurde. Aufgrund verschiedener Probleme wurden die beiden Feuerwehren 1990 wieder getrennt und die Passendorfer erhielt den Namen Freiwillige Feuerwehr Halle-Passendorf. Die Freiwillige Feuerwehr Halle-Neustadt hat als Sonderaufgabe die Wasserversorgung über lange Wegestrecke, dafür stehen ihr ein Löschgruppenfahrzeug 16/12, ein Tragkraftspritzenfahrzeug mit Wasser und ein Tragkraftspritzenanhänger zur Verfügung. Darüber hinaus hat der Freiwillige Feuerwehr auch einen Feldküchenanhänger. Im Dezember 2022 erhielt die Freiwillige Feuerwehr Neustadt ein Hilfeleistungslöschgruppenfahrzeug 20 (HLF 20) und ein Mannschaftstransportfahrzeug (MTF).

### Nietleben

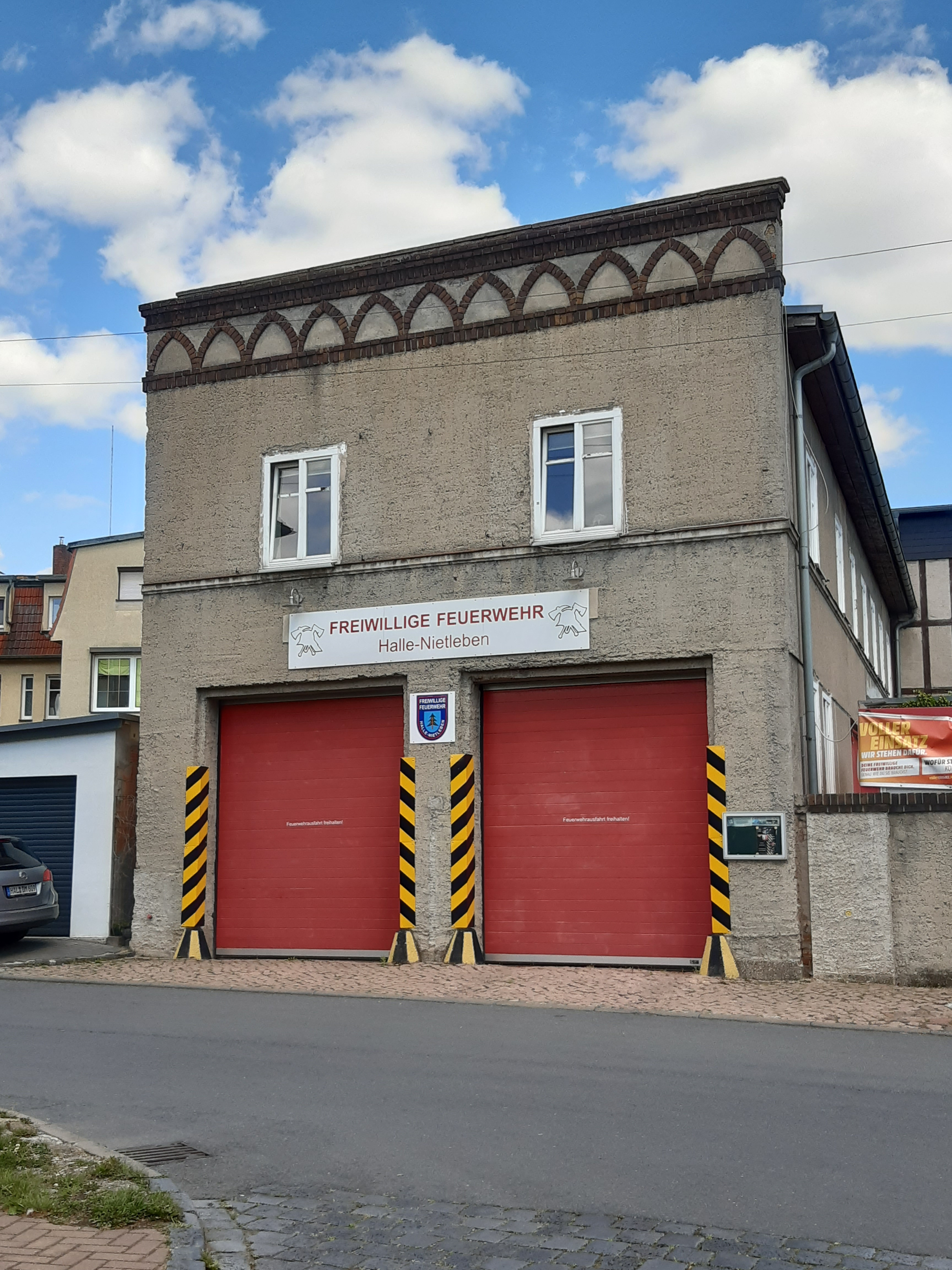
Feuerwehrhaus der FF Nietleben

Die Gründung der Freiwilligen Feuerwehr Nietleben geht auf einen Großbrand am 30. Dezember 1913 in der Portland-Zementfabrik zurück. Da Nietleben keine eigene Freiwillige Feuerwehr besaß, musste die Gemeinde die Freiwillige Feuerwehr Passendorf um Hilfe bitten. Für diese Hilfe wurde eine Brandprämie von 40 Mark an Gebühren fällig. Dies fanden die Gemeindevertreter recht teuer und so kam es das am 24. Januar 1914 die Freiwillige Feuerwehr Nietleben gegründet wurde. Auch Nietleben gehörte zu den Gemeinden die im Jahr 1950 von der Stadt Halle (Saale) eingemeindet wurden. Daher ist auch die Freiwillige Feuerwehr der ehemals selbstständigen Gemeinde seit 1950 ein Teil der Freiwilligen Feuerwehr Halle (Saale). Der Fuhrpark umfasst ein Löschgruppenfahrzeug 8/6 und ein Mannschaftstransportfahrzeug, sowie ein Abrollbehälter MANV mit einem Behandlungsplatz 50. Den Freiwilligen Feuerwehren Ammendorf, Büschdorf, Lettin und Nietleben wurde die Sonderaufgabe Massenanfall von Verletzten (MANV) übertragen. Ein geplanter Neubau wurde im Jahr 2016 angedeutet. Er musste aber immer wieder verschoben werden, so dass auch für das Jahr 2023 nur eine Machbarkeitsstudie zugesagt werden konnte. Diese könnte aber die Bereitstellung der Haushaltsmittel ab dem Jahr 2024 zur Folge haben. Man schätzt die Neubaukosten auf 7,4 Millionen Euro, da das fast 100 Jahre alte Feuerwehrhaus abgerissen werden muss.

### Passendorf
Am 18. Oktober 1875 lud der Bürgermeister von Passendorf, Gustav Teichmann, zu einer Gründungsversammlung ein. 42 Einwohner folgten der Einladung. Zusammen mit dem Bürgermeister gründeten 39 der 42 Einwohner die Freiwillige Feuerwehr Passendorf und wählten den Bürgermeister zum ersten Wehrleiter. Sie ist damit die älteste Feuerwehr in Halle (Saale). Im Jahr 1950 wurde Passendorf von der Stadt Halle (Saale) eingemeindet. Am 15. Juli 1965 erfolgte die Grundsteinlegung von Halle-West, heute Halle-Neustadt. Für den Ausbau von Halle-West wurde Passendorf abgerissen, wodurch die Freiwillige Feuerwehr entwurzelt wurde. 1971 zog die Freiwillige Feuerwehr Passendorf mit der Berufsfeuerwehr in einer Feuerwache in Halle-Neustadt zusammen, dies führte zu einem drastischen Rückgang der Einsätze der Freiwilligen Feuerwehr. Zum 100-jährigen Bestehen der Freiwilligen Feuerwehr trug sie den Namen Halle-Neustadt-Passendorf, da der alte Name nicht mehr zeitgemäß erschien. In den folgenden Jahren ging auch das Passendorf im Namen verloren, was aber 1979 zu einem Problem führte. Die Betriebsfeuerwehr des volkseigenen Betriebes Kommunale Gebäudewirtschaft wurde als öffentliche Feuerwehr anerkannt und erhielt aufgrund ihrer Lage auch den Namen Freiwillige Feuerwehr Halle-Neustadt. Um eine Auseinanderhaltung der beiden Freiwilligen Feuerwehren zu gewährleisten, wurde die Passendorfer als Kommandostelle I und die ehemalige Betriebsfeuerwehr als Kommandostelle II bezeichnet. Noch waren aber beide Freiwilligen Feuerwehren unabhängig voneinander. Dies änderte sich 1988, als beide Kommandostellen unter eine gemeinsame Führung gestellt wurden. Aufgrund verschiedener Probleme wurden die beiden Feuerwehren 1990 wieder getrennt, und die Passendorfer erhielt den Namen Freiwillige Feuerwehr Halle-Passendorf. Im Jahr 2020 übergab ihr die Berufsfeuerwehr Halle ein acht Jahre altes Gimaex-Schmitz-Feuerwehr-Fahrzeug (HLF20/16). Im Dezember 2022 erhielt die Freiwillige Feuerwehr Passendorf ein Mannschaftstransportfahrzeug (MTF).
Die Freiwillige Feuerwehr Halle-Passendorf verfügt heute über zwei Hilfeleistungslöschgruppenfahrzeuge, ein Gerätewagen-Dekontamination und ein Mannschaftstransportfahrzeug.

### Reideburg
Reideburg musste sich im 18. und 19. Jahrhundert gemäß dem königlich-preußischen Reglements für das platte Land des Herzogtums Magdeburg vom 18. Januar 1772 mit anderen Saalkeisdörfern zu einer Spritzen-Assoziation zusammenschließen und gehörte mit Schönnewitz, Krondorf, Büschdorf, Diemitz, Kanena und Zwintschöna zur Assoziation VI. Die Freiwillige Feuerwehr Reideburg existiert seit etwa 1900 und wurde im Jahr 1906 das erste Mal schriftlich erwähnt. Nach der Eingemeindung die Stadt Halle (Saale) 1950 wurde die FF Reideburg Teil der Freiwilligen Feuerwehr Halle (Saale). Zum Fuhrpark gehört ein Hilfeleistungslöschgruppenfahrzeug 20, ein Mannschaftstransportfahrzeug und ein Gerätewagen Dekontamination Personal. Die FF Reideburg bildet mit der FF Passendorf den Fachzug für Dekontamination. Der Neubau des Feuerwehrhauses erfolgte um das Jahr 2000.

### Trotha
Die Freiwillige Feuerwehr Trotha wurde im Jahr 1892 gegründet und wurde 1900, durch die Eingemeindung von Trotha durch die Stadt Halle (Saale), ein Teil der Freiwilligen Feuerwehr Halle (Saale). Der Fuhrpark der Freiwilligen Feuerwehr umfasst ein Hilfeleistungslöschgruppenfahrzeug 20, eine Drehleiter mit Korb 23/12 einen Kommandowagen, sowie einen Einsatzleitwagen Fachdienst Brandschutz, ein Mannschaftstransportfahrzeug und ein Rettungsboot. In den Jahren 2014 und 2015 wurde ein neues Feuerwehrhaus in der Seebener Straße für 2,1 Millionen Euro erbaut, da das alte Feuerwehrhaus am Nordbad zahlreiche Probleme aufwies. Es wurde im Oktober 2015 bezogen. Das alte Feuerwehrhaus wurde im Frühjahr 2021 abgerissen.

### Bruckdorf (a. D.)
Im 19. Jahrhundert bildete Bruckdorf mit Kleinkugel, Kanena und Zwintschöna einen Spritzenverband, der 1878 aufgelöst wurde. Danach existierte eine Freiwillige Feuerwehr Halle-Bruckdorf, die jedoch ebenfalls in den 2010er Jahren aufgelöst wurde. Ihr Einsatzbereich wurde auf die Freiwilligen Feuerwehren Ammendorf und Kanena verteilt.

### Tornau (a. D.)
Die Freiwillige Feuerwehr Tornau war mit einem TSF-W (Florian Halle 21/48-01) ausgerüstet. Bis 2009 hatte die FF Tornau durchschnittlich fünf aktive Einsatzkräfte sowie sechs Mitglieder der Jugendfeuerwehr. Das Feuerwehrhaus der FF Tornau befand sich in der Zörbiger Straße 11 und war eine Doppelgarage, die bereits Anfang der 2000er Jahre nicht den feuerwehrtechnischen Anforderungen entsprach. Eine Modernisierung war nicht geplant und wurde nicht durchgeführt. Im Jahr 2014 wurde die Feuerwehr wegen fehlender Mitglieder außer Dienst gestellt. Der vormalige Einsatzbereich der FF Tornau wurde von den Wehren aus Trotha und Diemitz übernommen. Im Jahr 2023 wurde durch die Stadt Halle beim Land Sachsen-Anhalt beantragt, die FF Tornau auch formell aufzulösen, da sie weiterhin keine Mitglieder hat, die baulichen Gegebenheiten nicht mehr den feuerwehrtechnischen Anforderungen entsprechen und ein Wiederaufbau nicht geplant ist.

## Feuerwehrverband
Die Stadt Halle (Saale) verfügt mit dem Feuerwehrverband Halle e. V. über einen eigenen Feuerwehrverband. Dieser wurde am 19. Mai 1990 gegründet und ist Mitglied des Landesfeuerwehrverbandes Sachsen-Anhalt e. V.